# نوال شيالي
نوال شيالي هي مجدفة جزائرية وُلدت في 26 يونيو 1991، ومثلت الجزائر في دورة الألعاب الإفريقية عام 2019 في سباق 1000 متر فردي للسيدات، وهي شقيقة المجدف الجزائري نبيل شيالي.

## المشاركات والميداليات
شاركت نوال شيالي في عام 2018 في بطولة العالم للتجديف التي أقيمت في مدينة بلوفديف ببلغاريا، ثم شاركت في العام التالي في دورة الألعاب الإفريقية عام 2019، والتي أقيمت في مدينة الرباط بالمغرب حيث تمكنت من حصد ميداليتين ذهبيتين في سباق 500 متر وسباق 1000 متر فردي للسيدات. كما شاركت نوال شيالي في عدة نسخ من بطولة إفريقيا للتجديف وحصلت منها على خمس ميداليات ذهبية في منافسات التجديف خفيف الوزن للسيدات في أعوام 2012 و2013 و2014 و2015 و2017. ويوضح الجدول التالي أهم المُسابقات والبطولات التي شاركت فيها نوال شيالي، وأبرز الميداليات والألقاب التي حققتها في البطولات والمسابقات المختلفة:
| العام | المسابقة                            | المكان             | المنافسات                                  | الترتيب/الميدالية                   | ملاحظات                                                                                  |
| ----- | ----------------------------------- | ------------------ | ------------------------------------------ | ----------------------------------- | ---------------------------------------------------------------------------------------- |
| 2012  | بطولة إفريقيا للتجديف               | الإسكندرية، مصر    | زوجي التجديف خفيف الوزن                    | المركز الأول (الميدالية الذهبية)    |                                                                                          |
| 2013  | بطولة إفريقيا للتجديف               | تونس العاصمة، تونس | التجديف المزدوج - زوجي للسيدات             | المركز الأول (الميدالية الذهبية)    | فازت بالمركز الأول برفقة زميلتها أمينة روبة                                              |
| 2013  | بطولة إفريقيا للتجديف               | تونس العاصمة، تونس | المجداف الفردي خفيف الوزن - زوجي للسيدات   | المركز الأول (الميدالية الذهبية)    | فازت بالمركز الأول برفقة زميلتها أمينة روبة                                              |
| 2014  | بطولة إفريقيا للتجديف               | تيبازة، الجزائر    | المجداف الفردي خفيف الوزن - زوجي للسيدات   | المركز الأول (الميدالية الذهبية)    | فازت بالمركز الأول برفقة زميلتها أمينة روبة بعدما أنهيا السباق في وقت قدره 7:56.68 دقيقة |
| 2014  | بطولة إفريقيا للتجديف               |                    | التجديف المزدوج - زوجي للسيدات             | المركز الأول (الميدالية الذهبية)    | فازت بالمركز الأول برفقة زميلتها أمينة روبة                                              |
| 2015  | بطولة إفريقيا للتجديف               | تونس العاصمة، تونس | التجديف المزدوج - زوجي للسيدات             | المركز الأول (الميدالية الذهبية)    | فازت بالمركز الأول برفقة زميلتها أمينة روبة                                              |
| 2015  | ألعاب البحر الأبيض المتوسط الشاطئية | بسكارا، إيطاليا    | المجداف الفردي للسيدات                     | المركز الثالث (الميدالية البرونزية) |                                                                                          |
| 2015  | ألعاب البحر الأبيض المتوسط الشاطئية | بسكارا، إيطاليا    | التجديف المزوج للسيدات                     | المركز الثاني (الميدالية الفضية)    |                                                                                          |
| 2016  | البطولة العربية للتجديف             | تونس العاصمة، تونس | المجذاف المزدوج - زوجي السيدات             | المركز الأول (الميدالية الذهبية)    | فازت بالمركز الأول برفقة زميلتها أمينة روبة                                              |
| 2017  | بطولة إفريقيا للتجديف               | تونس العاصمة، تونس | التجديف المزدوج - زوجي للسيدات             | المركز الأول (الميدالية الذهبية)    | فازت بالمركز الأول برفقة زميلتها أمينة روبة                                              |
| 2018  | بطولة العالم للتجديف                | بلوفديف، بلغاريا   |                                            |                                     |                                                                                          |
| 2019  | بطولة إفريقيا للتجديف               | تونس العاصمة، تونس | المجداف الفردي خفيف الوزن - زوجي للسيدات   | المركز الأول (الميدالية الذهبية)    | فازت بالمركز الأول برفقة زميلتها أمينة روبة                                              |
| 2019  | بطولة إفريقيا للتجديف               | تونس العاصمة، تونس | التجديف المزدوج - زوجي للسيدات             | المركز الثالث (الميدالية البرونزية) | فازت بالمركز الثالث برفقة زميلتها أمينة روبة                                             |
| 2019  | دورة الألعاب الإفريقية              | الرباط، المغرب     | سباق 500 متر - فردي السيدات                | المركز الأول (الميدالية الذهبية)    |                                                                                          |
| 2019  | دورة الألعاب الإفريقية              | الرباط، المغرب     | المجداف الفردي - سبق 1000 متر فردي للسيدات | المركز الأول (الميدالية الذهبية)    | أنهت السباق في وقت قدره 3:56.62 دقيقة                                                    |